# Abderrahime Bouramdane
Abderrahime Bouramdane (Ain Kansara, 1 januari 1978) is een Marokkaans atleet, die is gespecialiseerd in de marathon. Tweemaal nam hij deel aan de Olympische Spelen, maar bleef medailleloos.

## Biografie
Op de Olympische Spelen van 2008 in Peking nam Bouramdane deel aan de marathon. Met een tijd 2:17.42 eindigde hij op de 30e plaats.
Zowel in 2008 als 2009 eindigde Bouramdane op de vijfde plaats in de marathon van New York. In 2008 liep hij ook naar de tweede plaats in de marathon van Boston, achter Robert Kipkoech Cheruiyot.
In 2012 nam Bouramdane deel aan marathon tijdens de Olympische Spelen in Londen, maar moest de strijd voor de finish staken.
In 2015 werd hij voor twee jaar geschorst wegens het gebruik van verboden middelen. Ook werden al zijn uitslagen vanaf april 2011 geschrapt.

## Persoonlijke records
| Onderdeel      | Prestatie | Datum         | Plaats   |
| -------------- | --------- | ------------- | -------- |
| halve marathon | 1:03.47   | 20 maart 2011 | Lissabon |
| 30 km          | 1:29.00   | 25 april 2010 | Londen   |
| marathon       | 2:07.33   | 25 april 2010 | Londen   |

## Palmares

### marathon
- 2004:  marathon van Tunis - 2:15.34
- 2005:  marathon van Marakech - 2:15.16
- 2005:  Jeux de la Francophonie - 2:18.46
- 2005: 21e marathon van Eindhoven - 2:20.52
- 2005: DNF WK
- 2006:  marathon van Ottawa – 2:12.17
- 2006:  Toronto Waterfront Marathon – 2:10.40
- 2007:  marathon van Ottawa – 2:10.40
- 2007: 45e WK – 2:33.26
- 2007:  marathon van Seoel – 2:08.20
- 2008:  marathon van Boston – 2:09.04
- 2008: 30e OS – 2:17.42
- 2008: 5e marathon van New York – 2:13.33
- 2009: 5e marathon van New York – 2:12.14
- 2010: 4e marathon van Londen – 2:07.33
- 2010: 10e marathon van New York – 2:14.07
- 2011: 7e marathon van Londen – 2:08.42
- 2011: 4e WK - 2:10.55
- 2012: DNF OS in Londen